# Ludmil Katzarkov
Ludmil Vassilev Katzarkov (bulgarisch Людмил Василев Кацарков; * 19. Dezember 1961 in Russe, Bulgarien) ist ein bulgarischer Mathematiker. Er ist Professor für Algebraische Geometrie und Differentialgeometrie an der Fakultät für Mathematik der Universität Wien.

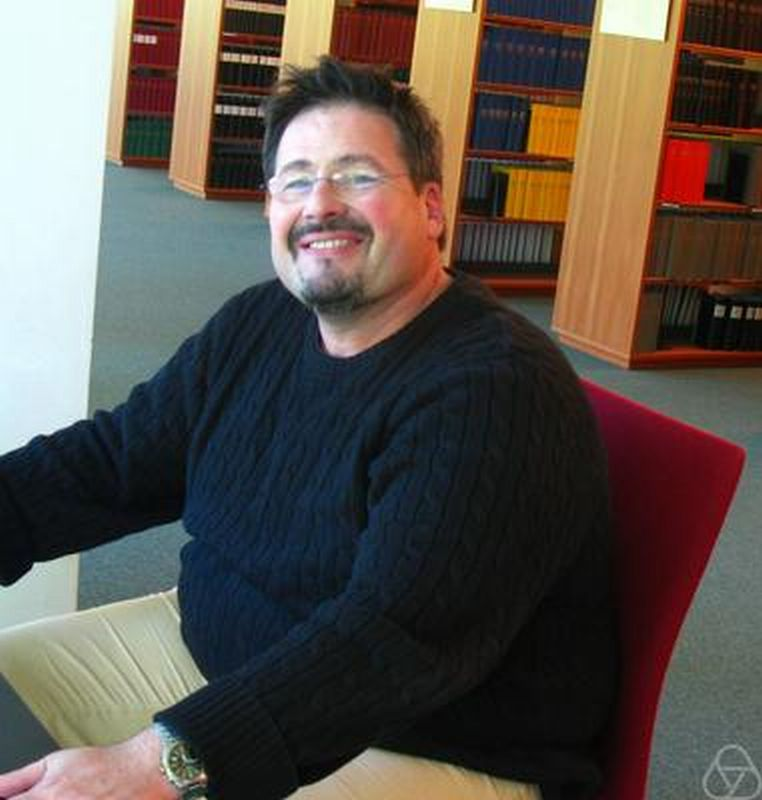
Ludmil Katzarkov, Oberwolfach 2010

Katzarkov studierte Mathematik an der Lomonossow-Universität in Moskau und der University of Pennsylvania, wo er 1995 bei Ron Donagi zum Thema Factorization Theorems for the Representations of the Fundamental Groups of Quasiprojective Varieties and Some Applications promoviert wurde. Danach war er bis 2004 Professor an der University of California, Irvine und von 2004 bis 2007 an der University of Miami. Mit April 2007 wurde er an die Universität Wien berufen.
Seine Spezialgebiete sind Algebraische Geometrie, Symplektische Geometrie, mathematische Aspekte der Stringtheorie, homologische Spiegelsymmetrie und kategorientheoretischer Behandlung geometrischer Fragen.
Von 1998 bis 2000 war er Sloan Research Fellow. Im Jahr 2008 erhielt Katzarkov einen Advanced Investigators Grant des Europäischen Forschungsrates (ERC). 2022 wurde er zum Mitglied der Academia Europaea gewählt.

## Veröffentlichungen (Auswahl)
- mit Denis Auroux: Branched coverings of CP2 and invariants of symplectic 4-manifolds. In: Inventiones mathematicae 142 (2000), S. 631–673.
- mit Jaume Amorós, Fedor Bogomolov, Tony Pantev: Symplectic Lefschetz fibrations with arbitrary fundamental groups. With an appendix by Ivan Smith. In: Journal of Differential Geometry 54 (2000), S. 489–545.
- mit Denis  Auroux, Simon Donaldson: Singular Lefschetz pencils. In: Geometry & Topology 9 (2005), S. 1043–1114.
- mit Denis Auroux, Dmitri Orlov: Mirror symmetry for del Pezzo surfaces: vanishing cycles and coherent sheaves. In: Inventiones mathematicae 166 (2006), S. 537–582.
- mit Denis Auroux, Dmitri Orlov: Mirror symmetry for weighted projective planes and their noncommutative deformations. In: Annals of Mathematics (2) 167 (2008), S. 867–943.
- mit Maxim Kontsevich, Tony Pantev: Hodge theoretic aspects of mirror symmetry. In: Proceedings of Symposia in Pure Mathematics. 78, American Mathematical Society, 2008, S. 87–174.
- mit Matthew Ballard, David Favero: Orlov spectra: bounds and gaps. In: Inventiones Mathematicae 189 (2012), S. 359–430.
- mit Philippe Eyssidieux, Tony Pantev, Mohan Ramachandran: Linear Shafarevich conjecture. In: Annals of Mathematics (2) 176 (2012), S. 1645–1581.
- mit Matthew Ballard, David Favero: A category of kernels for equivariant factorizations and its implications for Hodge theory. In: Publications Mathématiques de l'IHÉS 120, S. 1–111 (2014).
- mit Mohammed Abouzaid, Denis Auroux: Lagrangian fibrations on blowups of toric varieties and mirror symmetry for hypersurfaces. In: Publications Mathématiques de l'IHÉS 123, S. 199–282 (2016).
- mit Fabian Haiden, Maxim Kontsevich: Flat surfaces and stability structures. In: Publications Mathématiques de l'IHÉS 126, S. 247–318 (2017).